# القاساني
أبو بكر محمد بن ذاكر بن محمد أبو بكر الخرقي المعروف بالقاساني هو محدث وصاحب مصنفات من أهل أصبهان، طلب بنفسه وسمع الكثير وكتب بخطه كثيرا، سمع أبا علي الحسن بن أحمد الحداد وأبا الفضل جعفر بن عبد الواحد الثقفي وفاطمة بنت عبد الله الجوزدانية. خرج لنفسه معجما في جزئين وحدث بأكثر ما سمع، وكان صدوقاً، وقدم بغداد حاجا وحدث بها، سمع منه الشريف أبو الحسن علي بن أحمد الزيدي والقاضي أبو المحاسن عمر بن علي القرشي، وتوفي بأصبهان سنة 583 هـ.